# Digna...hasta el último aliento
Digna...hasta el último aliento és una pel·lícula mexicana basada en la vida i obra de l'advocada Digna Ochoa y Plácido que va ser estrenada en 2004. Va ser dirigida per Felipe Cazals i protagonitzada per Vanessa Bauche.

## Argument
La història de la pel·lícula abasta part de la vida de l'advocada i lluitadora social Digna Ochoa, des del seu primer segrest, ocorregut a l'agost de 1988, fins a la seva mort a l'octubre de 2001. En el llargmetratge es presenten més de seixanta testimoniatges, de criminòlegs, periodistes (Blanche Petrich i Miguel Ángel Granados Chapa), defensors dels Drets Humans (Emilio Álvarez Icaza), religiosos, policies, activistes socials, del procurador de justícia del Districte Federal (Bernardo Bátiz), així com de familiars i amics de Digna Ochoa, mentre que els actors que intervenen en la cinta dramatitzen els fets de la seva vida.

## Dades tècniques
Felipe Cazals va ser el director i escriptor del guió. Va ser musicalizada per Alejandro Rosso. La fotografia va estar a càrrec d'Hugo Díaz i Miguel Garzón, i el so va estar a càrrec de Pedro Villalobos. Va ser una producció del Consejo Nacional para la Cultura y las Artes (Conaculta), de l'Instituto Mexicano de Cinematografía (IMCINE), de l'Academia Mexicana de Derechos Humanos i el Grupo de Comunicación Publicorp. Els productors foren Luis Kelly i Vicente Silva. El llargmetratge en format de reportatge televisiu editat per Moisès Carrillo té una durada de 117 minuts.
L'obra va ser presentada al Festival Internacional de Cinema de Berlín, al Festival de Màlaga de Cinema Espanyol i al Festival Internacional de Cinema de Guadalajara. Va ser estrenada comercialment a Mèxic el 17 de desembre de 2004.

## Premis
- Selecció oficial Panorama del 54è Festival Internacional de Cinema de Berlín, 2004.[6]
- Premi Ariel al millor documental de llargometratge atorgat per l'Academia Mexicana de Artes y Ciencias Cinematográficas en 2005.
- Premi Mayahuel de Plata i homenatge a Felipe Cazals per les seves quatre dècades de labor cinematogràfica durant el Festival Internacional de Cinema de Guadalajara (llavors Festival de Cinema Mexicà i Iberoamericà de Guadalajara).
- Premi Especial del Jurat, retrospectiva i homenatge en el XXVII Festival Internacional del Nou Cinema Llatinoamericà de l'Havana, Cuba, en 2004.
- Homenatge en el Festival Internacional de Cinema Expressió en Curt, celebrat en Guanajuato, Mèxic.[5]